# Jihomoravský krajský přebor 1981/1982
V soubojích 22. ročníku Jihomoravského krajského přeboru 1981/82 (jedna ze skupin 5. fotbalové ligy) se utkalo 16 týmů každý s každým dvoukolovým systémem podzim–jaro. Tento ročník začal v srpnu 1981 a skončil v červnu 1982.
Po sezoně 1980/81 proběhla reorganizace nižších soutěží. Ročník 1980/81 byl posledním ve čtvrtoligové historii Jihomoravského krajského přeboru (1965/66 – 1968/69, 1977/78 – 1980/81). Od této sezony až dosud je jednou ze skupin 5. nejvyšší soutěže.
Jedná se o zatím jediný ročník v historii soutěže, jehož vítěz nepostoupil do Divize D, nýbrž do Divize C.

## Nové týmy v sezoně 1981/82
- Z Divize D 1980/81 nesestoupilo do Jihomoravského krajského přeboru žádné mužstvo.
- Ze skupin I. A třídy Jihomoravského kraje 1980/81 postoupila mužstva TJ BOPO Třebíč (vítěz skupiny A),[1] TJ Spartak Třebíč (2. místo ve skupině A),[1] TJ Spartak Hulín (vítěz skupiny B)[2] a TJ Dolní Němčí (2. místo ve skupině B).[2]

## Nejlepší střelec
Nejlepším střelcem se stal Stanislav Zedníček st. z TJ ŽĎAS Žďár nad Sázavou, který vstřelil 19 branek.

## Konečná tabulka
Zdroj: 
| Poř. | Tým                      | Z  | V  | R  | P  | VG | OG | B  |
| ---- | ------------------------ | -- | -- | -- | -- | -- | -- | -- |
| 1.   | TJ ŽĎAS Žďár nad Sázavou | 30 | 19 | 4  | 7  | 66 | 33 | 42 |
| 2.   | TJ Baník Ratíškovice     | 30 | 15 | 6  | 9  | 46 | 30 | 36 |
| 3.   | TJ Spartak Hulín (N)     | 30 | 14 | 8  | 8  | 39 | 38 | 36 |
| 4.   | TJ Spartak ČKD Blansko   | 30 | 13 | 7  | 10 | 50 | 40 | 33 |
| 5.   | TJ Dolní Němčí (N)       | 30 | 11 | 9  | 10 | 41 | 47 | 31 |
| 6.   | TJ OP Prostějov          | 30 | 10 | 10 | 10 | 43 | 50 | 30 |
| 7.   | VTJ Kroměříž             | 30 | 12 | 5  | 13 | 43 | 44 | 29 |
| 8.   | TJ Spartak Třebíč (N)    | 30 | 11 | 7  | 12 | 39 | 46 | 29 |
| 9.   | TJ BOPO Třebíč (N)       | 30 | 11 | 6  | 13 | 40 | 46 | 28 |
| 10.  | TJ Modeta Jihlava        | 30 | 10 | 8  | 12 | 34 | 34 | 28 |
| 11.  | TJ Sokol Lanžhot         | 30 | 10 | 7  | 13 | 49 | 47 | 27 |
| 12.  | TJ Spartak Jihlava       | 30 | 8  | 11 | 11 | 41 | 59 | 27 |
| 13.  | TJ Veselí nad Moravou    | 30 | 9  | 9  | 12 | 48 | 49 | 27 |
| 14.  | TJ Sokol Kostice         | 30 | 9  | 8  | 13 | 43 | 43 | 26 |
| 15.  | TJ Moravská Slavia Brno  | 30 | 11 | 4  | 15 | 32 | 45 | 26 |
| 16.  | TJ Baník Dubňany         | 30 | 8  | 9  | 13 | 46 | 47 | 25 |

Poznámky:
- Z = Odehrané zápasy; V = Vítězství; R = Remízy; P = Prohry; VG = Vstřelené góly; OG = Obdržené góly; B = Body; (S) = Mužstvo sestoupivší z vyšší soutěže; (N) = Mužstvo postoupivší z nižší soutěže (nováček)

|  | Postup do Divize C 1982/83                               |
|  | Sestup do skupin I. A třídy Jihomoravského kraje 1982/83 |